# Konrad Freiberg
Konrad Freiberg (* 23. Juli 1951 in Schwarzenbek) ist ein deutscher Polizist und Politiker (SPD) sowie ehemaliger Vorsitzender des Geschäftsführenden Bundesvorstandes der Gewerkschaft der Polizei (GdP) von 2000 bis 2010.

## Leben
Freiberg trat im Jahr 1968 in den Polizeidienst ein (mittlerer Dienst) der Polizei Hamburg, ab 1982 erfolgte seine Ausbildung für die Laufbahn des gehobenen Dienstes. Er trat der GdP im Jahr 1978 bei. Freibergs gewerkschaftliches Engagement begann im Jahr 1979 als Personalratsmitglied, er hatte diese Funktion bis 1998 inne. Nach mehreren Funktionen auf Landesebene wurde er GdP-Funktionär auf Bundesebene: Vorsitzender des Fachausschusses Kriminalpolizei, Fachbeisitzer Kriminalpolizei im Bundesvorstand (jeweils 1986 bis dato), Mitglied des Geschäftsführenden Bundesvorstandes (seit 1990), stellvertretender Bundesvorsitzender (1994–2000) und schließlich Bundesvorsitzender der GdP von November 2000 bis November 2010. Zu seinem Nachfolger wurde Bernhard Witthaut gewählt.
Er führt die Amtsbezeichnung Kriminalhauptkommissar. Freiberg ist SPD-Mitglied. Im Juni 2013 wurde er zum Bürgervorsteher von Schwarzenbek gewählt. Im Frühjahr 2014 unterstützte Freiberg als Mehrheitsführer einer SPD/CDU/Grüne/FDP-Koalition die Bürgermeisterkandidatur des ehemaligen Hamburger Bürgerschaftsabgeordneten Christian Carstensen, der am 15. Juni 2014 der unabhängigen, von der Freien Wählergemeinschaft Schwarzenbek (FWS) unterstützten Kandidatin Ute Borchers-Seelig unterlag.

## Position
Anfang 2002 verteidigte Freiberg den Einsatz von Brechmittel zur Beweissicherung von (vermutlich) geschluckten Bodypacks. Aus seiner Sicht, gab es ohne Brechmittel keine Beweise und ohne Beweise keine Verurteilungen.
Zum Thema Kinderpornografie äußerte sich Freiberg im Jahr 2008 wie folgt:

„Die enorme Ausbreitung der bildlichen Darstellung von sexuellem Missbrauch an Kindern bedeutet gleichzeitig, dass dieser Markt immer wieder Nachschub benötigt. Dadurch wächst die Gefahr für Kinder, Opfer solcher Straftaten zu werden, weltweit. Um das zu bekämpfen, ist jedes Mittel recht.“

Die Aussage wurde im law blog kritisch aufgefasst.